# Гердт (Німеччина)
Гердт (нім. Hördt) — громада в Німеччині, розташована в землі Рейнланд-Пфальц. Входить до складу району Гермерсгайм. Складова частина об'єднання громад Рюльцгайм.
Площа — 18,47 км2. Населення становить 2649 ос. (станом на 31 грудня 2020).

## Галерея

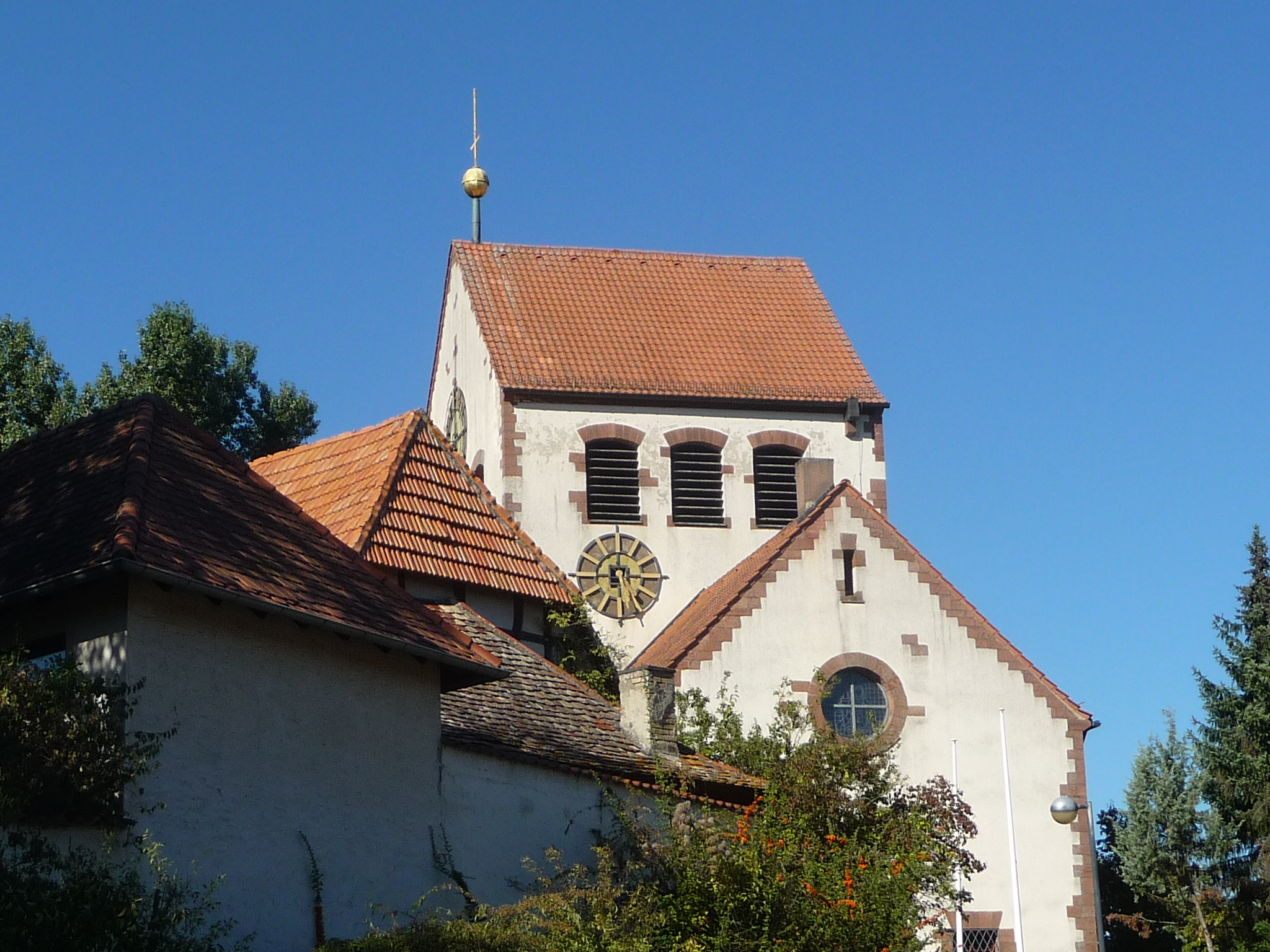
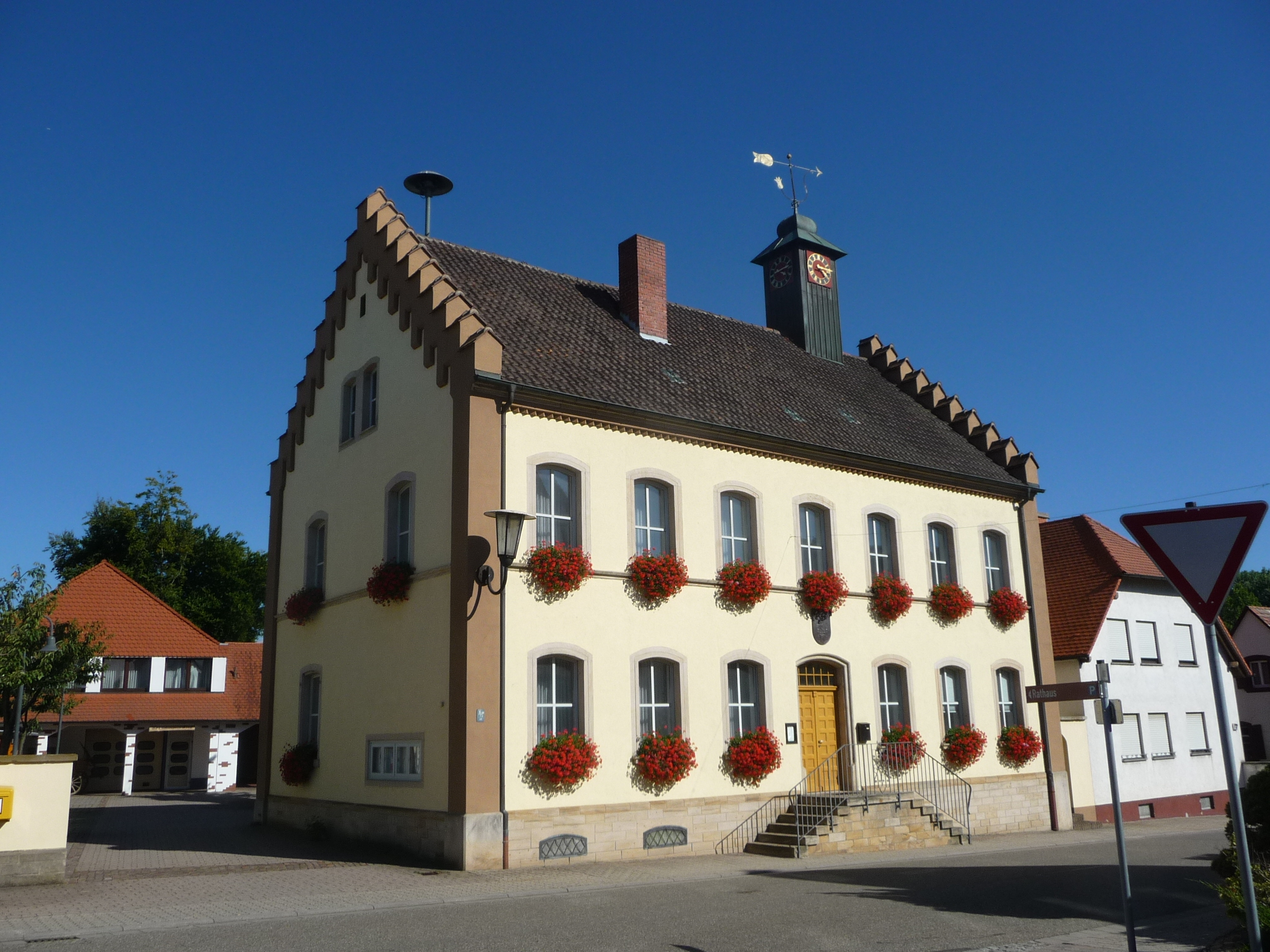
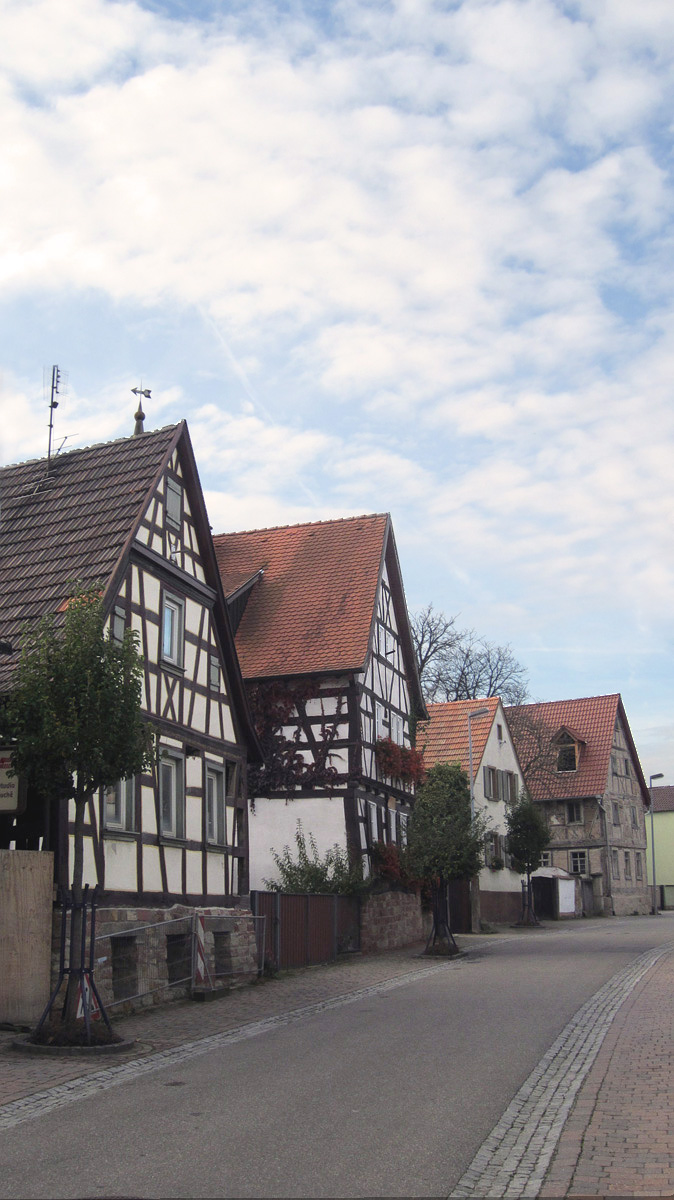